# Тимоти Копра
Тимоти Ленарт Копра (енгл. Timothy Lennart Kopra; Остин, 9. април 1963) је пуковник армије САД и астронаут агенције НАСА. До сада је био члан посаде две мисије спејс-шатла, између којих је боравио на Међународној свемирској станици као члан Експедиције 20. Требало је да поново полети мисијом СТС-133, али је пао са бицикле и повредио кук, па га је заменио колега Стивен Боуен.
Други пут полетео је у свемир у децембру 2015. и боравио је на МСС шест месеци као члан Експедиција 46 и 47. На Земљу се вратио 18. јуна 2016. са колегама Јуријем Маленченком из Русије и Тимом Пиком из Велике Британије.